# Synagoge (Burgdorf)

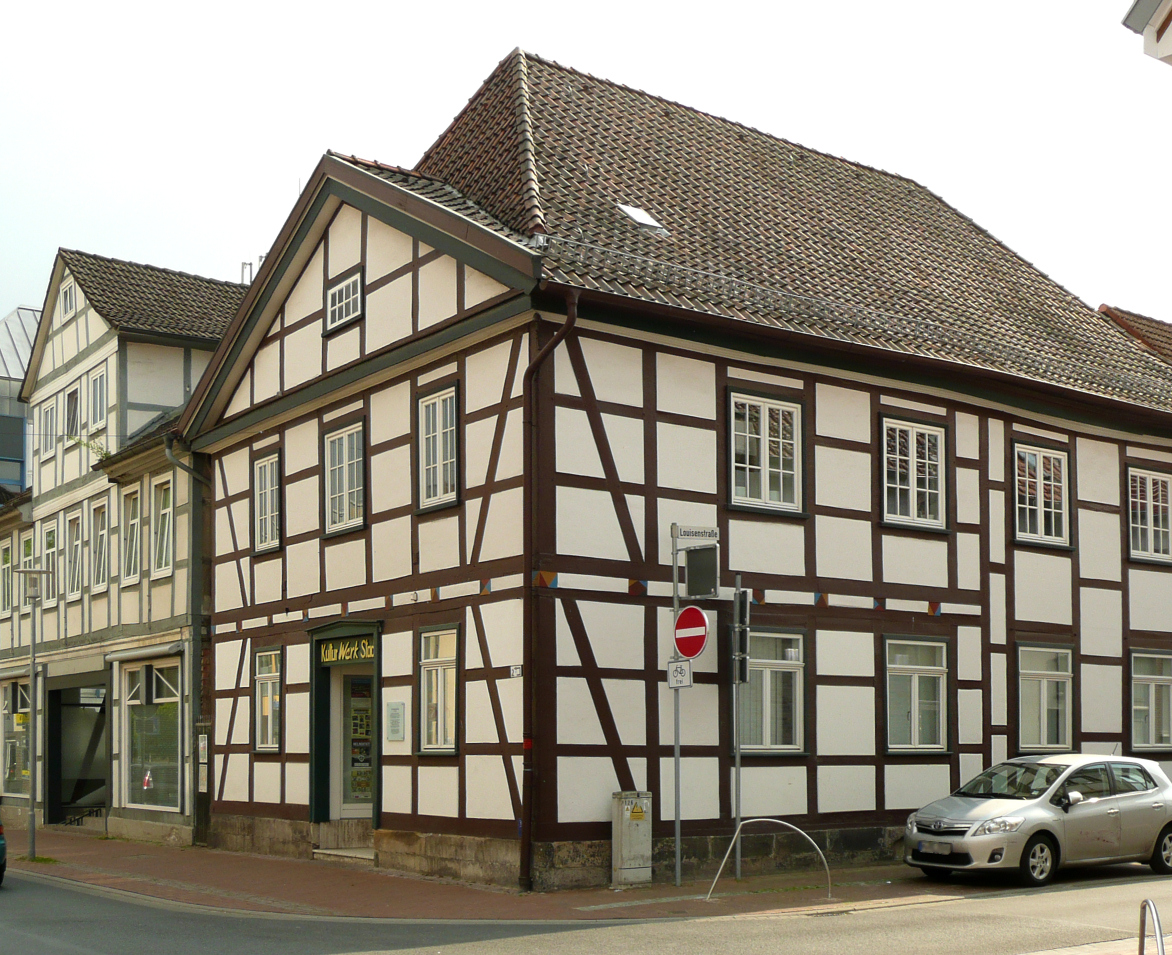
Ehemalige Synagoge von Burgdorf, heute Kulturzentrum

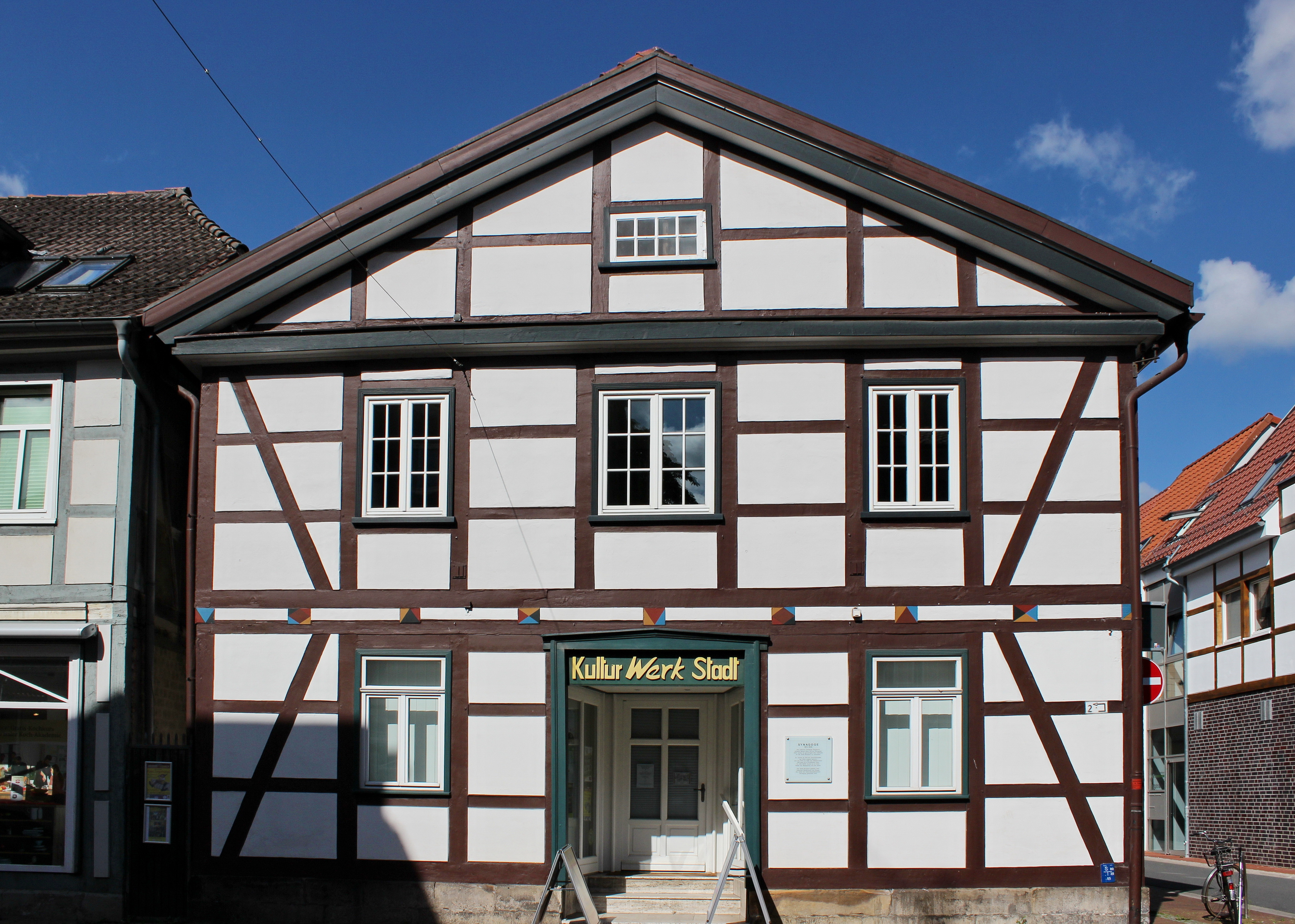
Hauptportal

Die ehemalige Synagoge ist ein Bauwerk in Burgdorf, Region Hannover, in der Poststraße 2.
Es handelt sich um ein Fachwerkhaus von 1811. Das klassizistische Portal in der Mittelachse wird durch ein antikisierendes Giebelfeld betont. Vorne, an der Straße, befand sich die jüdische Schule und dahinter, unter dem gleichen Dach, der Saalbau der Synagoge. Dieser Saalbau hatte ursprünglich große rundbogig geschlossene Fenster, die nach außen die sakrale Funktion des Gebäudes andeuteten.
Bei den Novemberpogromen 1938 wurde das Gebäude verwüstet, aber wegen der engen Altstadtbebauung nicht in Brand gesteckt. Nachdem die jüdische Gemeinde 1939 genötigt war, ihre Synagoge an die Stadt Burgdorf zu verkaufen, diente das Gebäude verschiedenen Zwecken; durch moderne Schaufenster war es als Synagoge kaum noch zu erkennen.

Seit 2008 befindet sich hier ein Kulturzentrum, und eine Tafel neben dem Eingang macht auf die Geschichte des Gebäudes aufmerksam: 
„Synagoge (1811–1939) Die jüdische Gemeinde Burgdorfs erbaute dieses Haus 1811 als Synagoge. 1939 wurde sie gezwungen, das Gebäude an die Stadt Burgdorf zu verkaufen. Es wurde ab 1941 als Geschäftsstelle der Hitler-Jugend genutzt und von 1944 bis 1959 als Volksbücherei. 1961 ging es in Privatbesitz über. Im Jahr 2008 wurde es zu einer Stätte der Begegnung und der Kultur. Die Stadt Burgdorf gedenkt ihrer jüdischen Bürgerinnen und Bürger, die Opfer der nationalsozialistischen Verfolgung geworden sind.“